# レユニオン
座標: 南緯21度09分 東経55度30分 / 南緯21.15度 東経55.5度

レユニオン
Réunion

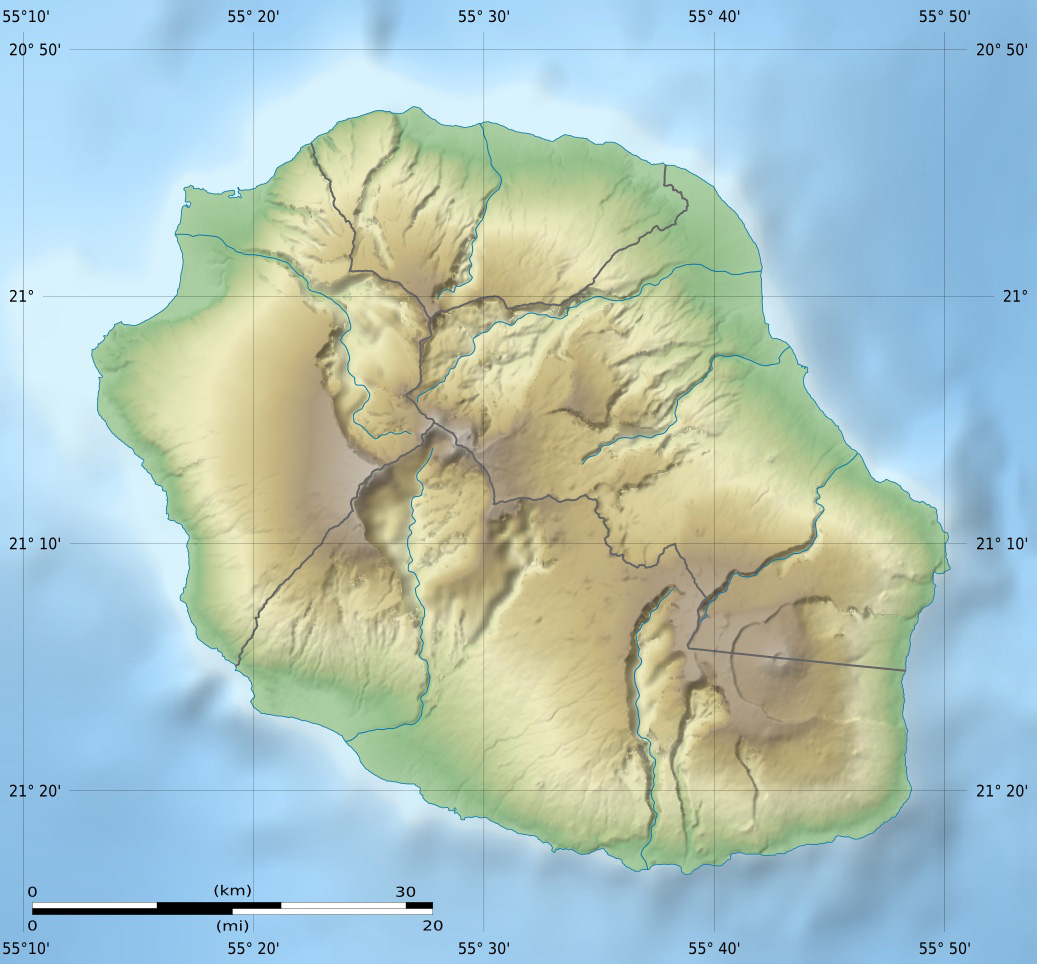
レユニオンの地図

レユニオン（Réunion）は、フランス共和国の海外県ならびに海外地域圏（レジオン）である。マダガスカル島東方のインド洋上に位置する。面積2512km2、人口約85万9,959人（2020年）。コーヒーの品種の一つブルボン種の原産地。県都はサン＝ドニ。

## 地理

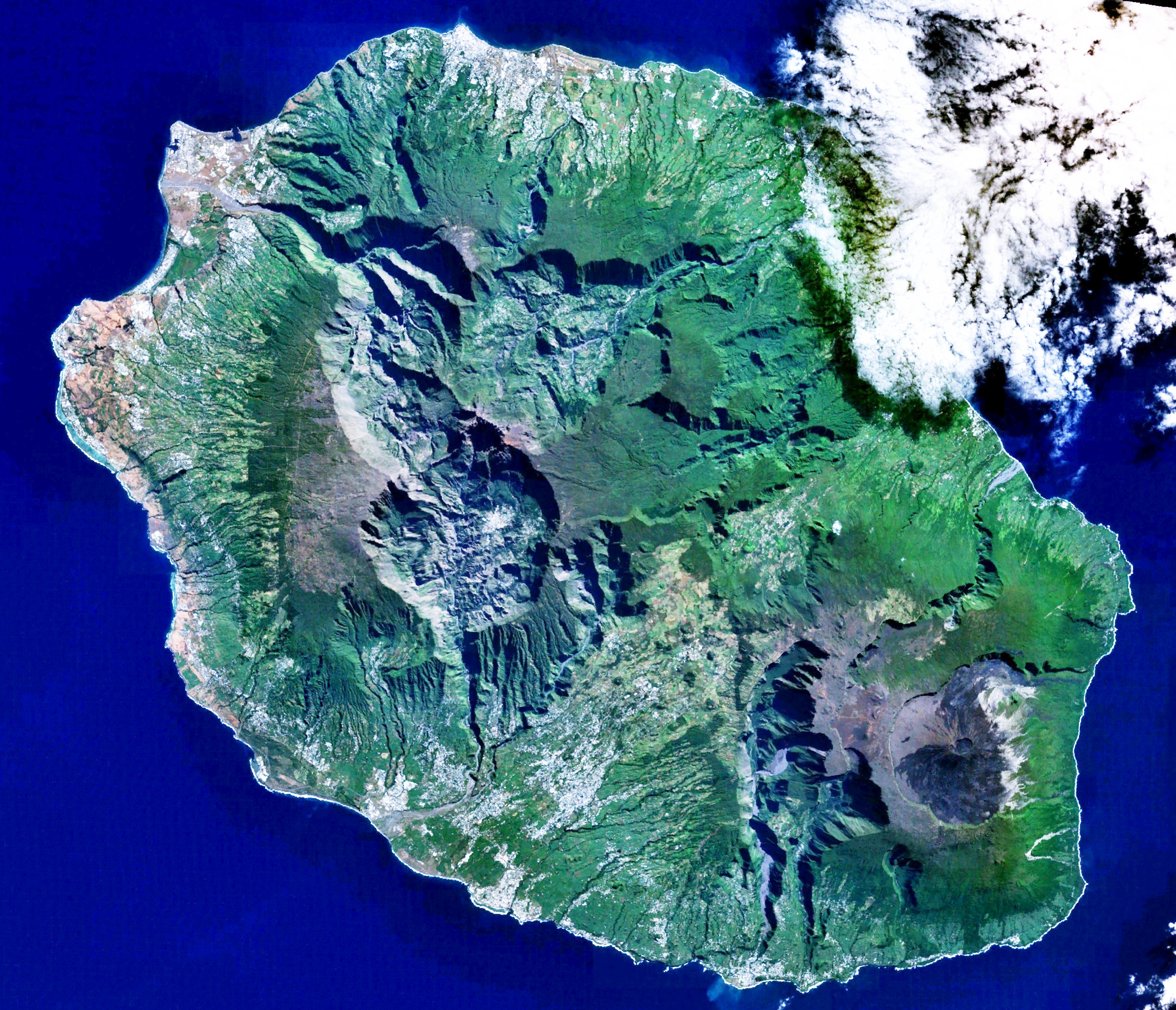
衛星画像

レユニオン島はマダガスカル島から800キロメートル東、モーリシャスから175km西の洋上に位置している（東経55度30分、南緯21度）。東西60キロメートル、南北55キロメートル、面積2512平方キロメートル（ほぼ神奈川県の面積）の大きな火山島。
島のほぼ中央には火山活動のない標高3,069メートルのピトン・デ・ネージュ（en:Piton des Neiges）山が、また島の南東部には火山活動のある標高2,631メートルのピトン・ドゥ・ラ・フルネーズ（en:Piton de la Fournaise）山がある。ピトン・ドゥ・ラ・フルネーズは活発に噴火を繰り返す火山であり、1960年、1977年4月、2018年4月にも噴火が発生している。
このためレユニオンには火山学者の在住者が多く、日本の地震学者安芸敬一も現地の観測所で研究を行っていた。山岳地勢のため、海岸部で暮らしている住民が多いものの、圏谷内や高原にも町や村が点在している。
火山と多雨（気象の項を参照）が形成する独特の自然美は2010年に「レユニオン島の尖峰群、圏谷群および絶壁群」の名で世界遺産に登録されている。とくにピトン・デ・ネージュに刻まれた3つの圏谷（マファト、サラジー、シラオス）に展開する先鋒群や断崖と削り残された高原との対比、多雨による独特の植生と断崖を流れ落ちる多数の滝が世界自然遺産にふさわしい特異な景観を作り出している。

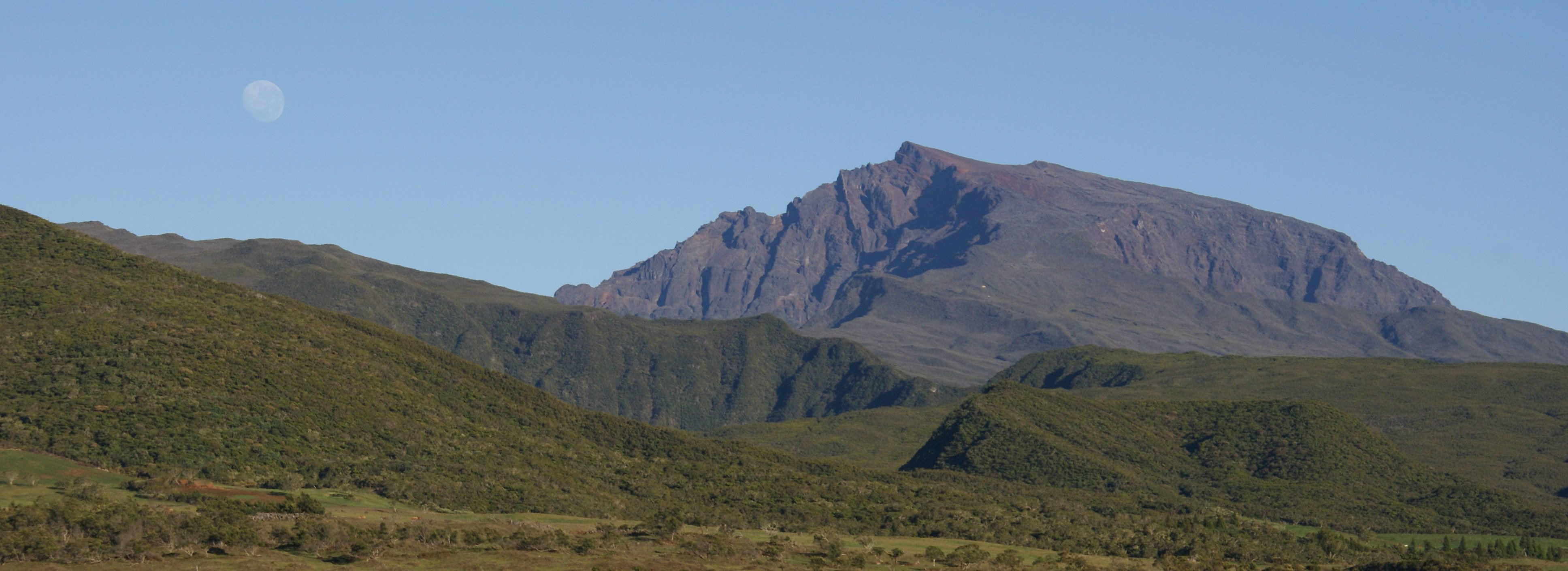
ピトン・デ・ネージュ山

## 気象
絶海の孤島にして高峰という地勢は、時として過酷な集中豪雨をもたらす。
内陸のシラオスでは、1952年3月15日から16日にかけて、24時間あたりの雨量1,870mm（世界記録）を観測している。また、1964年2月28日から翌29日にかけてベルーヴ (fr:Forêt de Bélouve) で観測された豪雨は、9時間あたり（1,087mm）・12時間（1,340mm）あたり雨量の世界記録となっている。（ → 詳細は「降水量」の項を参照。）

## 政治
フランス内地の県と同様に県会の議長が行政府の長となる。

## 地方行政区分
- サン＝ドニ
- サン＝ポール
- サン＝ピエール
- サン＝タンドレ
- サン＝ブノワ
- サン＝ルイ
- サン＝ジョセフ
- サン＝フィリップ

## 経済
主要作物はサトウキビで砂糖が主要輸出品、他にはラム酒、キャッサバ、バニラなどである。近年になって1940年代に失われたと言われていたコーヒーのブルボン・ポワンテュ種の野生化した苗木が発見され、フランス政府とレユニオン県庁の協力の下に2006年再生に成功、翌年以降、少数が栽培されている。アラビカ種由来で、他のコーヒー豆に比べて細くて小さく、硬いのが特徴。（ → 詳細は「川島良彰」項を参照。）
フランス本土はじめ観光産業にも力が入れられている。高低差や変化に富んだ地形を利用したトレイルランニングの大会「グラン・レイド」（10月）には世界各地から例年6000人程度が参加し、希望者を断るほどの人気がある。
一人当たりGDPは約26,000ドル（2013年）と高いが失業率は30％・若者の60％（2014年）、貧困層が人口の42％（2010年）という問題を抱える。

## 人口統計

### 民族
レユニオンでは黒人と白人の混血に限らず様々な民族の混血を「クレオル」と呼んでいる。人口の上ではこのクレオルが多数派で64%を占め、次いで印僑が28%、その他が少数派のヨーロッパ人や華人などとなっている。経済的には豊かな印僑や欧州人と貧しいクレオルとが対立する構図となっており、その経済格差は1991年に深刻な暴動を発生させる要因の一つとなった。

### 言語
公用語はフランス語だが、一般的にはフランス語を母体としたレユニオン・クレオール語を話す。

### 宗教
宗教はカトリックが大多数の89%を占める。その他はインドより伝来のイスラム教（ほとんどがグジャラート州からの移民）やヒンドゥー教などとなっている。

## 交通

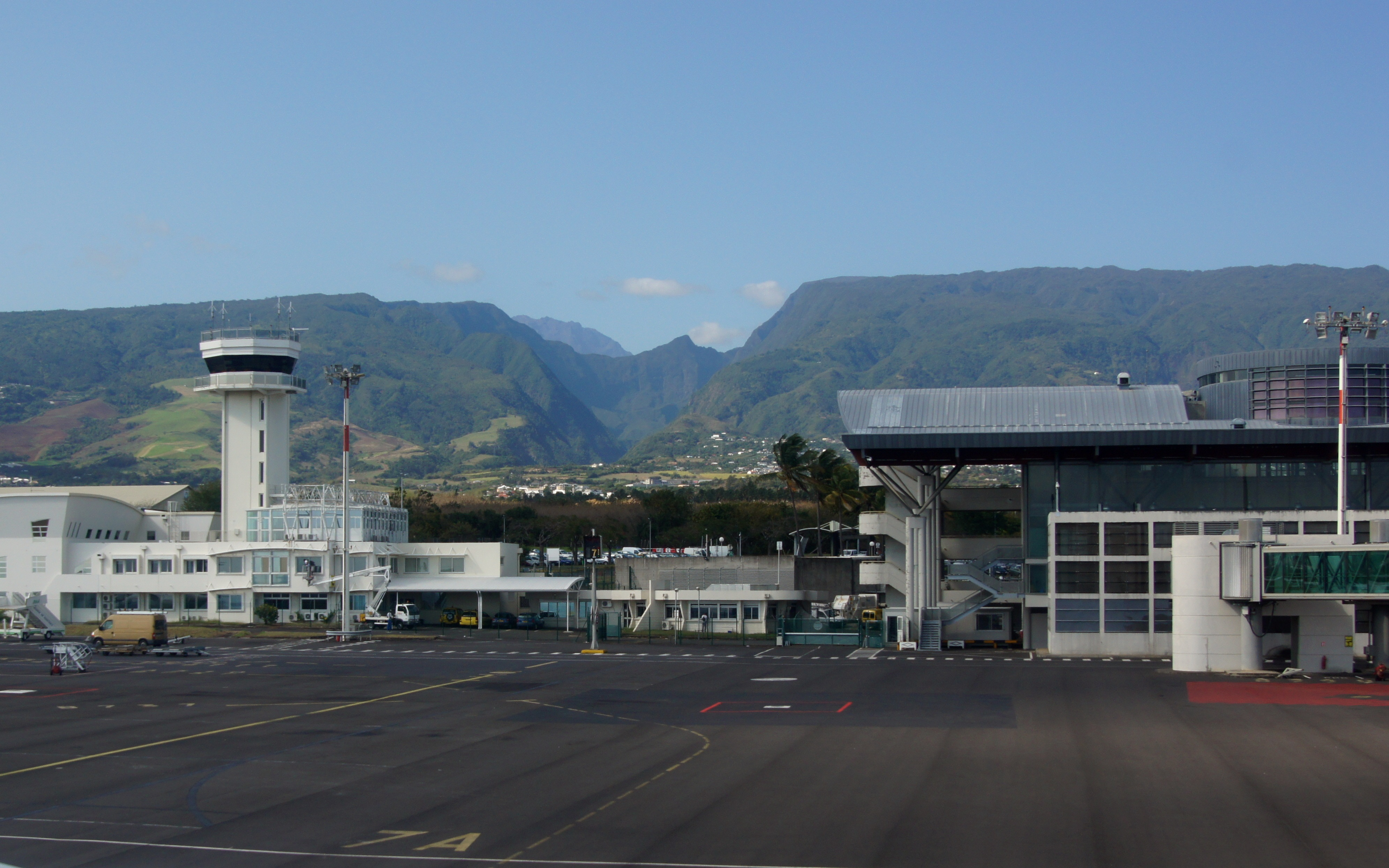
ローラン・ギャロス空港

表玄関はローラン・ギャロス空港（旧名サン＝ドゥニ・ジロ空港）。ローラン・ギャロスはレユニオン出身の飛行家で、テニスの国際大会である全仏オープンが開催される会場にも彼の名が冠されていることで知られる。マダガスカルとバンコク間を飛ぶマダガスカル航空便はここを経由する。2011年4月からはエール・オーストラルがレユニオンとバンコク間の直行便を週2便就航させている。
2009年に全長70キロメートルのトラム式軽鉄道トラム＝トレン・ド・ラ・レユニオンの建設計画が発表され、2014年完成が予定されていたが、2010年3月の選挙において推進派だったポール・ヴェルジェス（レユニオン共産党）が敗北したため一旦中止されている。住民の多くはトラム計画を支持していたが、ヴェルジェス家が子女を要職に就かせて政治的支配を固めていたことに反発して逆風が吹いたと言われている。

## 歴史
古くより、アラブ人やタミル人などの間で存在が知られる。
- 1507年　ポルトガル人が、ヨーロッパ人として初めてこの無人島に到達。
- 1640年　フランス人が上陸してフランス領と宣言。
- 1642年　国王ルイ13世によってブルボン島（Île Bourbon）と命名されたが、ブルボン王政を打倒したフランス革命によってレユニオン島（La Réunion）と改名された。
- 1665年　フランス東インド会社はインドへの中継港として重視し、植民を開始。最初はコーヒー栽培、そしてサトウキビ栽培による製糖が重要産業となる。
- 1806年　皇帝ナポレオンに媚を売った提督によってボナパルト島（Île Bonaparte）と改称されるが、ナポレオン戦争終了後のイギリス占領時（1814年）にブルボン島に戻される。しかし1848年に2月革命で7月王政が倒れるとまたレユニオン島に改称されて今日に至る。
- 1869年　スエズ運河が開通すると、インド方面への中継港としての役割は減少。
- 1946年　フランスの海外県となる。
- 1952年　3月15日から3月16日にかけて、世界最多24時間降水量の1,870ミリメートルを記録。
- 2002年　ユーロ流通。
- 2003年　海外レジオン設置に伴い、「レユニオン海外県ならびに海外レジオン」になる。

## 経済年表
遅くとも12世紀にはアラブ商人によって島の存在が知られていた。アジアやアフリカの船乗りも立ち寄ったと推測される。
- 1502年　ポルトラーノ海図にDina Morgabin 或いはDiva Morgabimの名で登場。パーリ語dipa「島」とアラビア語「西の」の混成語。
- 1507年　ポルトガルのトリスタン・ダ・クーニャが接岸し、Santa-Appoloniaと命名。これは到達した2月9日が聖アポローニアの記念日であったため。
- 1513年　ポルトガルのインド植民地総督ペドロ・デ・マスカレニャスが公式に発見。彼の名はマスカレン（仏語ではマスカレーニュ）諸島（レユニオン、モーリシャス、ロドリゲス）に残っている。その後、オランダの提督、英国の海賊、ポルトガルのイエズス会宣教師などが相次いで接岸。
- 1638年　インドに向かっていたSaint-Alexis号がルイ13世の名において占有を宣言。
- 1640年　Saint-Alexis号艦長が「公式」に領有を宣言（Bourbonと命名）。
- 1646年　マダガスカルの反乱分子12人が流刑。
- 1654年　マダガスカルの反乱分子（フランス人8人、マダガスカル人6人）が流刑。
- 1663年　フランス人2人が10人のマダガスカル人（男7人、女3人）と2年滞在。
- 1665年　フランス人20人が入植。
- 1668年　サトウキビがマダガスカルよりもたらされる。
- 1671年　人口76人：白人36人、マダガスカル人37人、混血の子供3人。
- 1674年　人口130人：奴隷75人。
- 1686年　最初の人口調査。総人口約300人：フランス人、ポルトガル系インド人、アフリカ、マダガスカル、オランダ10家族がフランス人夫婦より、12家族がフランス男性とインドーポルトガル女性、14家族がフランス男性とマダガスカル女性から。
- 1689年　奴隷人口102人、自由民212人。
- 1700年　人口700人、うち320人が黒人。
- 1709年　奴隷人口384人、自由民492人。
- 1711年　自生のコーヒーが発見される。
- 1714年　奴隷人口534人、自由民623人。
- 1718年　イエメンのモカからコーヒーがもたらされる。これがブルボン種の元となる。
- 1735年　奴隷人口6,573人、自由民1,716人。
- 1749年　コーヒー苗が虫害によって荒らされ始める。
- 1750年　奴隷人口1万1,893人、自由民2,834人。
- 1763年　奴隷人口1万5,419人、自由民4,267人。
- 1771年　ブルボン種から変異したコーヒー、ブルボン・ポワンテュの名が初めて記録に登場。以降、ヨーロッパで人気を博する。
- 1779年　奴隷人口3万209人（うち白人6,464人）、自由民6929人。
- 1788年　人口約4万5,000人、奴隷3万3,377人（うち白人8,812人）、解放奴隷1,029人。
- 1789年　奴隷人口4万2,588人、自由民9,211人。
- 1791年　ハイチ革命（サトウキビ経済の崩壊）。
- 1793年　国民公会により島名が「レユニオン」とされる。
- 1794年　国民公会奴隷制廃止宣言。
- 1802年　ナポレオンにより奴隷制復活。
- 1804年　奴隷人口5万350人。
- 1806年　翌年にかけて大型サイクロン来襲、コーヒー畑壊滅。島名を「ボナパルト」に改称。
- 1810年　英国の統治下に入る。白人1万2,725人、解放奴隷2,840人、奴隷5万2,141人。
- 1814年　島名を「ブルボン」に改称。
- 1815年　フランスに返還。最初の製糖工場（小屋）。
- 1817年　最初の蒸気粉砕機導入。奴隷売買禁止令。非合法売買で1831年までに奴隷約4万5,000人輸入。
- 1820年　粉砕機数91。1820年-1825年の砂糖生産量は4,500トン以下。人口7万1,703人：奴隷5万1,213人、解放奴隷4,710人、白人1万5,780人。
- 1821年　粉砕機数135。
- 1823年　粉砕器数168。サトウキビ耕作面積約4万8,000ヘクタール。
- 1826年　人口8万7,100人：奴隷6万698人。
- 1829年　インド人年季契約労働者が続く3年間で約3,000人移入。
- 1830年　蒸気粉砕機数84。白人と白人系混血約3万人、奴隷約7万人。
- 1832年　続く3年間で奴隷約4万5,000人輸入。
- 1835年　奴隷人口7万406人。
- 1840年　奴隷人口6万約6,100人。製糖工場数約140。
- 1841年　エドモン・アルビウスがバニラの人工受粉法を発明。
- 1848年　奴隷人口6万2,151人、12月奴隷制廃止。島名が「レユニオン」に戻る。
- 1849年　年季契約労働者数1万2,032人（インド1万1,309人、中国644人、アフリカ379人）。
- 1850年　続く10年間でインド人労働者約6万人。
- 1852年　外国人年季契約労働者1万6,585人、解放奴隷1万5,483人。
- 1858年　製糖工場数127。
- 1859年　年季契約労働者数6万4,403人（アフリカとマダガスカル合わせて2万6,784人）。アフリカ人移住禁止令。
- 1860年　砂糖生産量約7万3,000トン。サトウキビ耕作面積約62,000ヘクタール。製糖工場数121。サン・ルー市、コーヒー栽培を放棄。
- 1865年　砂糖生産量約4万8,000トンに激減。インド・アフリカ移民約7万4,500人。約4万4,000人の解放奴隷が契約労働に移行せず。
- 1869年　スエズ運河開通。
- 1870年　人口約21万人。うち中国系約1,180人。
- 1881年　人口約17万2,000人。砂糖生産量約2,000トン。
- 1882年　粉砕機数168。インド人移住禁止令。年季契約労働者数4万6,426人。
- 1885年　最後のインド人年季契約労働者移住（男22人、女12人）。人口約16万3,000人。
- 1887年　モザンビークから約2,000人以上の年季契約労働者移住。
- 1889年　島で生まれた移民の子へのフランス国籍付与。
- 1901年　中国人年季契約労働者受812人移住。人口17万3,315人。
- 1904年　製糖工場数36。
- 1911年　人口17万3,293人：インド人ムスリム584人、中国人844人（うち女33人）。
- 1914年　この年から1918年までの砂糖生産量約37,000トン。
- 1916年　仏領インドシナ保護国阮朝大南（ベトナム）の第10代成泰帝（在位1889–1907年）と第11代維新帝（在位1907–16年）父子が流刑（〜1945年）。
- 1927年　移民受け入れ再開。マダガスカルより約3,000人。
- 1931年　人口19万7,933人、うちフランス国籍19万2,566人。
- 1940年　砂糖生産量約11万トン。
- 1942年　コーヒーの輸出がこの年を最後に途絶える。
- 1946年　フランス海外県化。
- 1956年　製糖工場数13。
- 1988年　製糖工場数4。
- 2001年　製糖工場数2。
- 2007年　コーヒーの輸出再開。

## 著名な出身者
文化人
- テレジャン・カデ - 植物学者
- ミシェル・ウエルベック - 小説家
- シャルル＝マリ＝ルネ・ルコント・ド・リール - 詩人
- アンブロワーズ・ヴォラール - 美術商

スポーツ選手
- ディディエ・アガテ - 元サッカー選手
- ローラン・ロベール - 元サッカー選手
- フロラン・シナマ＝ポンゴル - 元サッカー選手
- ギョーム・オアロ - サッカー選手
- ディミトリ・ペイェ - サッカー選手
- ダニエル・サングーマ - 元陸上競技選手
- スルヤ・ボナリー - 元フィギュアスケート選手